# Thomas A. Morris
Thomas Armstrong Morris (26 december 1811 – 1 april 1904)  was een Amerikaanse ingenieur uit Indiana en een brigadegeneraal tijdens de Amerikaanse Burgeroorlog. Hij speelde een belangrijke rol in het verjagen van een Zuidelijk leger uit het westen van Virginia. Een gevolg hiervan was de totstandkoming van een nieuwe staat namelijk West Virginia. Morris speelde ook in de naoorlogse periode van herstel in Indiana.

## Biografie
Thomas Morris werd geboren op 26 december 1811 in Nicholas County, Kentucky. Hij was de oudste van drie zonen die Rachel en Morris Morris zouden krijgen. Zijn vader was een pionier die vanuit Kentucky naar het centrale deel van Indiana verhuisde en daar State Auditor werd.
De jonge Thomas kreeg zijn opleiding in de lokale scholen en werd op twaalfjarige leeftijd aanvaard als leerling bij de eerste krant van Indianapolis. Drie jaar later hervatte hij zijn studies. In juni 1830 werd hij toegelaten tot de United States Military Academy in West Point, New York. In 1834 studeerde hij af als vierde van zijn klas en ontving een commissie in de 1st U.S. Artillery. Hij diende in Fort Monroe in Virginia en daarna in Fort King in Florida. Hij werkte mee aan verschillende projecten in Indiana waar hij onder meer de National Road doortrok naar Illinois. Hij nam ontslag uit het leger om de hoofdingenieur te kunnen worden van Indiana. Hij coördineerde de aanleg van het centrale kanaal en de Madison en Indianapolis spoorweg. Later zou hij voorzitter worden van Bee Line en de Indianapolis en Cincinnati spoorweg. Hij kreeg ook de rang van kolonel in de Indiana state militia.
Bij het begin van de Amerikaanse Burgeroorlog stelde de gouverneur van Indiana, Oliver Morton, Morris aan als kwartiermeester-generaal van de militietroepen van de staat. Op 27 april 1861 werd hij aangesteld als brigadegeneraal in de Indiana state militia. Hij nam het bevel op zich van een brigade van nieuwe rekruten uit Indiana en trok naar westelijke Virginia. Zijn eenheden kregen de bijnaam "Indiana Brigade" en werden toegevoegd aan het Departement of the Ohio onder leiding van George B. McClellan. Morris leidde de Noordelijke eenheden in de Slag van de Philippi Races. Hij nam ook deel aan verschillende andere slagen in westelijk Virginia, namelijk in Rich Mountain en Corrick's Ford. Rond de middag van 13 juli 1861 viel Morris de achterhoede aan van de terugtrekkende Zuidelijke eenheden bij Corrick's Ford. Tijdens de achtervolging van verschillende kilometers sneuvelde de Zuidelijke bevelhebber Robert S. Garnett. Met deze overwinning hadden de Noordelijken westelijke Virginia stevig in handen.
In oktober 1862 weigerde Morris de promotie tot brigadegeneraal en generaal-majoor bij de U.S. Volunteers en nam voor de tweede keer ontslag uit het leger. Hij keerde terug naar de spoorwegindustrie. In 1877 coördineerde hij de bouw van het Indiana Statehouse die voltooid werd in 1880. Hij was ook verantwoordelijk voor de aanleg van de Union spoorweg en Union depot in Indianapolis en werd later voorzitter van de Indianapolis Water Company. Hij stierf in Indianapolis, Indiana toen hij 92 was.

## Militaire loopbaan
- Cadet United States Military Academy: 1 juli 1830 - 1 juli 1834
- Brevet Second Lieutenant: 1 juli 1834[2]
- Second Lieutenant: 25 februari 1835[2]
- Ontslag genomen: 13 april 1836[2]
- Brigadier General Indiana State Volunteers: 27 april 1861[2]
- Ontslag genomen: 27 juli 1861[2]